# Abdullah Öcalan
Abdullah Öcalan (na arapskom pismu: ئا بدوللاه Öجالان, rođen 4. travnja 1949.) poznat pod nadimkom "Apo" ili "Predsjednik Apo" je kurdski vojni vođa. Osnivač je paravojne organizacije Kurdistanska radnička stranka kojoj je cilj neovisnost Kurdistana. Od 1986. Öcalan je vodio oružanu kampanju za neovisnost Kurdistana.
Od 1999. je zatvoren u zatvoru na otoku İmralıu Mramornom moru.
Öcalan je priznao terorističku narav RSK-a kao i da su njene aktivnosti uključivale nasilne metode i osobno odobravanje organiziranih napada i pogubljenja, što je koštalo života tisuća civila, što Turaka, što Kurda

## Biografija
Abdullah Öcalan je rođen u Ömerliju, selu u Halfeti, pokrajini Şanlıurfa, u istočnom dijelu Turske. Öcalan ima jednog brata Osmana Öcalana, koji je bio vođa RSK dok s nekoliko drugih nije osnovao Kurdistansku domoljubnu i demokratsku stranku.
Nakon završene strukovne srednje škole u Ankari (turski:Ankara Tapu-Kadastro Meslek Lisesi) Öcalan je počeo raditi u Diyarbakiru. U neobičnom slijedu događaja, bio je premješten mjesec dana kasnije u Bakırköy, Istanbul. Kasnije, on je krenuo na Istanbulski Pravni fakultet, ali se prebacio nakon prve godine na Sveučilište u Ankari na studij političkih znanosti.
Njegov povratak u Ankaru (uobičajeno nemoguće u njegovoj situaciji) bio je olakšan od strane države s ciljem izazivanjem podjele među vojnom skupinom Dev-Genç. Predsjednik Süleyman Demirel je kasnije zažalio zbog te odluke, jer je RSK postala puno veća prijetnja nego Dev-Genç.

Oko 1973. Öcalan je organizirao APOCU's, maoističku skupinu koja je htjela provesti socijalističku revoluciju u Turskoj. Godine 1978 usred lijevo-desnih sukoba u Turskoj koji su kulminirali državnim udarom u Turskoj, Abdullah Öcalan osniva PKK (RSK) te počinje rat protiv Turske za uspostavu neovisne kurdske države.
Novinari Uğur Mumcu i Avni Özgürel navode kako su Öcalan i njegova prva supruga Kesire (koja nije Kurdkinja) i s kojom se vjenčao 24. svibnja 1978., članovi Nacionalne obavještajne organizacije (MİT) ,(turske obavještajne agencije). 
Kesirein otac, Ali Yıldırım, je također navodno bio član MİT. Öcalanov pilot, Necati Kaya je također bio član MİT-a.
Napustio je Tursku 1980. nakon državnog udara koji je izveo general Kenan Evren i otišao u Siriju.
Öcalan se povezuje s kurdskim priznanjem Armenskog genocida tj. kurdskim udjelom u njemu.

## Tursko-kurdski sukob
Godine 1984. RSK je započeo oružanu kampanju protiv vladinih snaga u Turskoj s ciljem neovisnosti Kurdistana.
RSK je ubrzo dobila ugled učinkovite sile. Njene nasilne metode su uzrokovale njeno uvrštenje na popis terorističkih organizacija od strane SAD-a, EU, NATO-a, Sirije, Australije i nekih drugih (pored Turske) .

## Uhićenje i suđenje
Do 1998. Öcalan je bazu za svoja djelovanja imao u Siriji.Kako se situacija pogoršala turska vlada je otvoreno zaprijetila Siriji zbog potpore RSK. Kao ishod toga sirijska vlada je prisilila Öcalana na napuštanje zemlje, no nije ga predala turskim vlastima.
Öcalan je prvo otišao u Rusiju i otamo se selio u razne zemlje uključući Italiju i Grčku. Godine 1998. turska je vlada zatražila njegovo izručenje iz Turske. U to doba ga je branila njemačka odvjetnica Britta Böhler, koja je tvrdila kako se on legitimnu borbu protiv opresije Kurda. Uhićen je u Keniji, 15. veljače 1999., kad je bivao prebačen iz grčkog veleposlanstva u međunarodnu zračnu luku u Nairobiju, u operaciji koju je izvela MİT uz navodnu pomoć CIA-e. Grčki konzul George Costoulas koji ga je primio rekao je da je njegov život u opasnosti nakon operacije.
Govoreći Canu Dündaru na NTV Turkey, zamjenik podtajnika MİT-a, Cevat Öneş, je rekao da je Öcalan ome(ta)o američke težnje stvaranju neovisne kurdske države pa je bio predan turskim vlastima, koje su odvezle u Tursku na suđenje.
Njegovo uhićenje dovelo je do tisuća prosvjeda Kurda i njihovim opsada grčkih veleposlanstava diljem svijeta. Za vrijeme leta iz Kenije u Tursku, video snimljen od strane časnika, Öcalan je izjavio kako je njegova majka i turskog podrijetla te da je spreman služiti narodu Turske na bilo koji način.
Nakon hvatanja Öcalan je bio držan pod samicom na otoku İmralıju Mramornom moru. Unatoč činjenici da su drugi zatvorenici nekad na İmralıju bivali prebačenio u druge zatvore, tamo je još uvijek bilo smješteno oko 1000 turskog vojnog osoblja kako bi ga čuvalo. Öcalan je osuđen na smrt, ali je ova kazna promijenjena u kaznu doživotnog zatvora kad je smrtna kazna ukinuta u Turskoj u kolovozu 2010. Od 1984. nitko nije bio pogubljen u Turskoj.
Kurski projekta za ljudska prava (KHRP) vjerojatno je utjecao na ovu sudsku odluku. .
U studenom 2009. turske su vlasti objavile kako će prebaciti Öcalana u novi zatvor na otoku te da završavaju njegovu kaznu samice prebacivanjem drugih pripadnika RSK-a na İmralı, te da će ih Öcalan moći viđati 10 sati tjedno. Počeli su graditi novi zatvor naon što je Povjerenstvo za sprečavanje mučenja Vijeća Europe posjetilo otok i prigovorilo na uvjete u kojima je držan. 

U 2005. Europski sud za ljudska prava je presudio da je Turska prekršila članke 3, 5 i 6 Europske konvencije o ljudskim pravima ne nudeći učinkoviti pravni lijek na žalbu i osuđujući ga bez poštenog suđenja. 
Öcalanov zahtjev za ponovljeno suđenje je odbijen od turksih sudova u 2010.

## Prijedlog za političko rješenje
Suprotno od njegove politike uporabe sile prije hvatanja, Öcalan je od uhićenja 1999. te započeo kampanju za mirno rješenje kurdskog sukoba unutar granica Turske.
Öcalan je zvao zakladu „Povjerenstvo za mir i pravdu“ od strane kurdskih ustanova s ciljem istrage ratnih zločina počinjenih od strane RSK i turskih snaga sigurnosti te je usporedna struktura počela funkcionirati u svibnju 2006. U ožujku 2005 Abdullah Öcalan je izdao Deklaraciju o Demokratskom Konfederalizmu u Kurdistanu u kojoj traži da bezgraničnu konfederaciju Kurdskih regija Turske(zvane "Sjeverozapani Kurdistan" od strane kurdskih nacionalista), Sirije, Iraka ("južni Kurdistan") i Irana ("Istočni Kurdistan"). U toj zoni bi se primjenjivali zakoni EU, turski, sirijski, iranski, irački zakoni te kurdski zakon. Ova prespektiva je bila uključena u program RSK-a progodom "Re-osnivačkog kongresa u travnju 2005.
Od njegova zatočenja on je značajno promijenio svoju ideologiju, čitajući zapadnjačke socijalne teoretičare poput Murrayja Bookchina, Immanuel Wallerstein, Fernanda Braudela, oblikujući svoje idealno društvo kao "demokratski konfederalizam" i naziva Friedricha Nietzschea kao "proroka". Također je napisao knjige and articles o povijesti predkapitalističke Mezopotamije i Abrahamskim religijama.
Öcalan je imao svog odvjetnika, Ibrahim Bilmeza,  preko kojeg je u iyjavi 28. rujna 2006 pozvao RSK na prekid vatre i traženje mjesta s Turskom. Öcalan u svojoj izjavi kaže "RSK ne bi trebala rabiti oružje osim ako je napadnuta s ciljem uništenja" te da je "jako važno izgraditi demokratsku uniju između Turaka i Kurda. S ovim procesom, put za demokratski dijalog će također biti otvoren".
31. svibnja 2010 Öcalan je pak izjavio da napušta pokušaje dijaloga između RSK i Turske govoreći da "ovaj proces više nije značajan ili koristan" te da će ostaviti vrhušku vođa RSK zadužene za sukob. No, također je rekao da njegovi ovi komentari ne bi trebali biti krivo protumačeni kao poziv RSK-a na intenzivizaciju sukoba s turskom državom.

## Trenutna situacija
U travnju 2009., odvjetnik je u ime Nelsona Mandele posjetio Tursku i govorio u javnosti o Mandelinoj potpori borbi za slobodu kurdskog naroda. Essa Moosa, posjetivši Tursku služenim poslom je izjednačila Öcalanovu borbu s Mandelinom. Izražavajući Mandelinu potporu Öcalanovoj borbi rekao je:"Oba i Öcalan i Mandela su se borili za svoj narod!". Dodao je kako su bili uhićeni u sličnim okolnostima i držani na otočnim zatvorima te primijetio da je kurdski vođa bio još izoliraniji nego Mandela.
Godine 2007., odvjetnici koji su zastupali Öcalana tvrdili su da su našli rezultate laboratorijskih ispitivanja njegove kose u kojima se pokazala visoka razina otrovnih metala. Turska vlada je poslala liječnički tim koji na njemu nije našao ništa opasno. Sveudilj, prema CPIT/u, neki elementi otrova su bili pronađeni, no bili su pripisani klimi na otoku. Izjava ministarstva je sugerirala da odvjetnici pokušavaju oživiti međunarodno zanimanje za svog klijenta nakon što je Vijeće Europe utvrdilo kako on ne zaslužuje ponovno suđenje.
6. ožujka 2008 Povjerenstvo za sprečavanje mučenja je izjavilo kako nisu našli nikakav dokaz u prilog tezi o trovanju Abdullaha Öcalana.
2008. tužitelji su, istražujući nacionalističku Ergenekon mrežu, optuženu za terorizama i urotu za destabiliziranje nacije, bili zainteresirani za Ocalanove kontakte za vrijeme tamnovanja.Öcalan je osobno zahtijeva da bude svjedok u ovoj slučaju. Umirovljeni obavještajni časnik ,Bülent Orakoğlu, išao je tako daleko da ga je optužio za članstvo u mreži.
U prosincu 2008., Öcalan je tužio Grčku za 20 tisuća eura naknade zbog sudjelovanja u njegovu hvatanju. Njegova optužnica je izričito tvrdila kako je Atena njemu osigurala zaštitu. Grčka vlada je prethodno odbacila turske kritike za potporu Öcalanu. Turska je također krivila Grčku za podupiranje akrivnosti obunjenika iz redova RSK.Grčka je tvrdila kako je djelovala humano i porče pomoć pobunjenicima. Grčka je kasnije dala azil dvojici Öcalanovih pomagača.

## Objavljene knjige
Abdullah Ocalan je autor preko 40 knjiga, od kojih je 4 napisao u zatvoru. Najpoznatije od njih su:
- Prison Writings: The Roots of Civilisation (2007) ISBN 0745326161
- Braneći civilizaciju
- Sumer rahip devletlerinden demokratik uygarliga volumes 1 and 2
- Translation of his 1999 defense in court